# Liste des chaînes de télévision au Kosovo
Cet article présente la liste des chaînes de télévision au Kosovo.

## Liste des chaînes de télévision

### Publiques
- RTK 1 (HD)
- RTK 2 (HD)
- RTK 3 (HD)
- RTK 4

### Privées
- RTV21 (HD)
- Klan Kosova (HD)
- Kohavision (HD)
- T7 (HD)
- Tribuna Channel (HD)
- Kanal 10 (HD)
- RTV Dukagjini (HD)
- Zëri TV (HD)
- ATV (HD)
- Rrokum (HD)
- First Channel (HD)
- Arta TV (HD)

## Chaînes régionales
- TV Tema (HD)
- RTV Besa
- TV Prizreni
- TV Opinion
- RTV Balkan
- Syri Vision
- TV Llapi
- News TV
- Click Channel
- Kosova Channel
- TV Vali
- TV Liria
- TV Festina (HD)
- TV Mitrovica
- TV Most
- Puls TV
- A9TV
- Dasma TV
- TV Diaspora
- ON TV
- Zico TV
- ART
- Next TV
- TV Glob
- Olti TV
- RTV Fan
- A-Mol TV
- Men TV
- TV Iliria
- TV Skenderaj
- Visa Channel
- Pro Channel
- Metro TV
- Herc TV
- Kutia TV
- 3+HD Music

## Company 21
- RTV21 HD (Kosovo)
- TV 21 HD (Macédoine du Nord)
- 21 Plus HD
- 21 Popullore HD
- 21 Mix HD
- 21 Junior HD
- 21 Business HD
- 21 News HD

## Kujtesa
- K Sport 1 HD
- K Sport 2 HD
- K Sport 3 HD
- K Sport 4 HD
- K Sport 5 HD

## SuperSport
- SuperSport Kosova 1 HD
- SuperSport Kosova 2 HD
- SuperSport Kosova 3 HD
- SuperSport 1 HD
- SuperSport 2 HD
- SuperSport 3 HD
- SuperSport 4 HD
- SuperSport 5 HD
- SuperSport 6 HD
- SuperSport 7 HD

## SPI International
- Film Box HD
- Film Box Extra
- Film Box Plus
- Film Box Arthouse
- FightBox
- Docu Box
- Fast & Fun Box
- Fashion Box
- Game Toon Box

## Autres chaînes
- HBO
- HBO Comedy
- Fox
- Fox Life
- Fox Crime
- Comedy Central Extra
- Disney Channel
- Nickelodeon
- Nick Jr.
- Cartoon Network
- Boomerang
- Baby TV
- Duck TV
- National Geographic Channel
- Discovery Channel
- Investigation Discovery
- Science Channel
- Animal Planet
- Travel Channel
- History Channel
- 24Kitchen
- Food Network
- Viasat Nature
- Viasat Explore
- Viasat History
- Alb'swissTV
- Toutes les chaînes albanaises

## Câble
- IPKO
- Digitalb
- Kujtesa
- Telecom of Kosovo
- ISP Broadcast
- Tring Digital
- TelKos

### ArtMotion
- ART Kino 1 HD
- ART Kino 2 HD
- ART Kino 3 HD
- ART Doku 1 HD
- ART Doku 2 HD
- ART Sport 1 HD
- ART Sport 2 HD
- ART Sport 3 HD
- ART Sport 4 HD
- ART Sport 5 HD
- ART Sport 6 HD
- GURMANIA HD
- EPISODE HD
- PRIME HD
- BEAT TV HD
- Prince Kids HD

## Traduction
- (en) Cet article est partiellement ou en totalité issu de l’article de Wikipédia en anglais intitulé « Television in Kosovo » (voir la liste des auteurs).